# Louis Pierre Vieillot
Louis Pierre Vieillot (født 10. maj 1748, død 1830) var en fransk ornitolog.
Vieillot var en af de første ornitologene som studere fjerdragtsforandringer. Han var også en af de første som studere levende fugle, ikke bare skind. Et stort antal fuglearter blev beskrevet af Viellot for første gang, primært dem som han støtte på i sin tid i Caribien og Nord-Amerika.
Vieillot blev født i Yvetôt. Han arbejdet i det nuværende Haiti, men blev tvunget til at flygte til USA under den franske revolution. Han vendte tilbage til Frankrig, der skrev han Histoire naturelle et générale des colibris, oiseaux-mouches, jacamars et promerops (1802) med Jean Baptiste Audebert og Ornithologie Française (1823-30). Han bidrog også til Nouveau Dictionaire d'Histoire Naturelle (1803-19). Han antages at død fattig i Rouen.